# Berberis comberi
Berberis comberi ist eine Pflanzenart aus der Familie der Berberitzengewächse (Berberidaceae). Sie stammt aus Argentinien. Die Beschreibung der Art wurde 1927 von Thomas Archibald Sprague und Noel Yvri Sandwith im Kew Bulletin veröffentlicht.

## Beschreibung
Berberis comberi wächst als dichter Strauch und erreicht Wuchshöhen von bis zu einem Meter. Die Rinde junger Zweige ist gelblich braun, älterer Zweige grau gestreift. Der Strauch weist keine Dornen auf.
Die steif ledrigen Laubblätter sind rautenförmig, eiförmig-elliptisch oder handförmig, 2 bis 4,5 Zentimeter lang und 1,7 bis 4,6 Zentimeter breit und stehen einzeln oder in Büscheln zu zweit oder zu dritt an kurzen Trieben. Die Blätter sind oberseits leicht glänzend, unterseits ebenfalls glänzend oder matt. Der Blattrand weist ein bis zwei zahnartige Spitzen auf jeder Seite auf, die Blätter sind zugespitzt. Der Blattstiel fehlt oder ist höchstens 2 Millimeter lang.
Der Blütenstand ist eine einzelne Blüte oder eine aus zwei oder drei Blüten bestehende Dolde. Der Blütenstiel ist 2 bis 4 Millimeter. Die gelb-orange Blüte ist etwa einen Zentimeter lang und enthält 12 bis 14 Blütenhüllblätter. 
Die kugelförmige Frucht, Beere, ist etwa 1 bis 1,3 Zentimeter, der beständige Griffel etwa 3 Millimeter lang und enthält vier bis elf insgesamt 11 Millimeter lange Samen, die sich zu einer Masse verschmolzen in der Frucht befinden.
Berberis comberi blüht in ihrer Heimat im September und Oktober; sie fruchtet im November und Dezember.

## Vorkommen
Diese Pflanzenart ist Endemit in den argentinischen Provinzen Mendoza (Provinz) und Neuquén (Provinz). 
Sie wächst dort nur an wenigen Standorten im Regenschatten der Anden mit großen jahreszeitlich bedingten klimatischen Änderungen.